# Ranarim
Ranarim var en svensk folkmusikgrupp vars medlemmar kom från olika delar av Sverige. Den var känd för sångerskornas sätt att använda sina röster tillsammans. Gruppens medlemmar varierade under tid.
Ranarim blev vinnare av Manifestpriset för 2006 års folkmusikalbum. Ranarim blev även Grammisnominerad 2007.
15 december 2010 gjorde gruppen sin sista spelning, på V-Dala Nation i Uppsala.  

## Nuvarande medlemmar
- Ulrika Bodén – sång, flöjter, autoharpa
- Sofia Sandén – sång, fiol
- Niklas Roswall – nyckelharpor
- Daniel Ek – harpgitarr, gitarr, cittern, mandola
- Olle Linder – slagverk

## Ursprungliga medlemmar
- Ulrika Bodén – sång
- Jens Engelbrecht – gitarrer
- Niklas Roswall – nyckelharpor
- Sofia Sandén – sång

## Tidigare medlemmar
- Emma Björling – sång
- Anders Johnsson – kontrabas
- Christian Svensson  – slagverk
- Petter Berndalen – slagverk
- Sebastian Notini – slagverk
- Johanna Bölja Hertzberg – sång

## Diskografi
- 2000 – Till ljusan dag
- 2003 – För världen älskar vad som är brokot
- 2006 – Morgonstjärna
- 2008 – Allt vid den ljusa stjärnan